# Tysilio

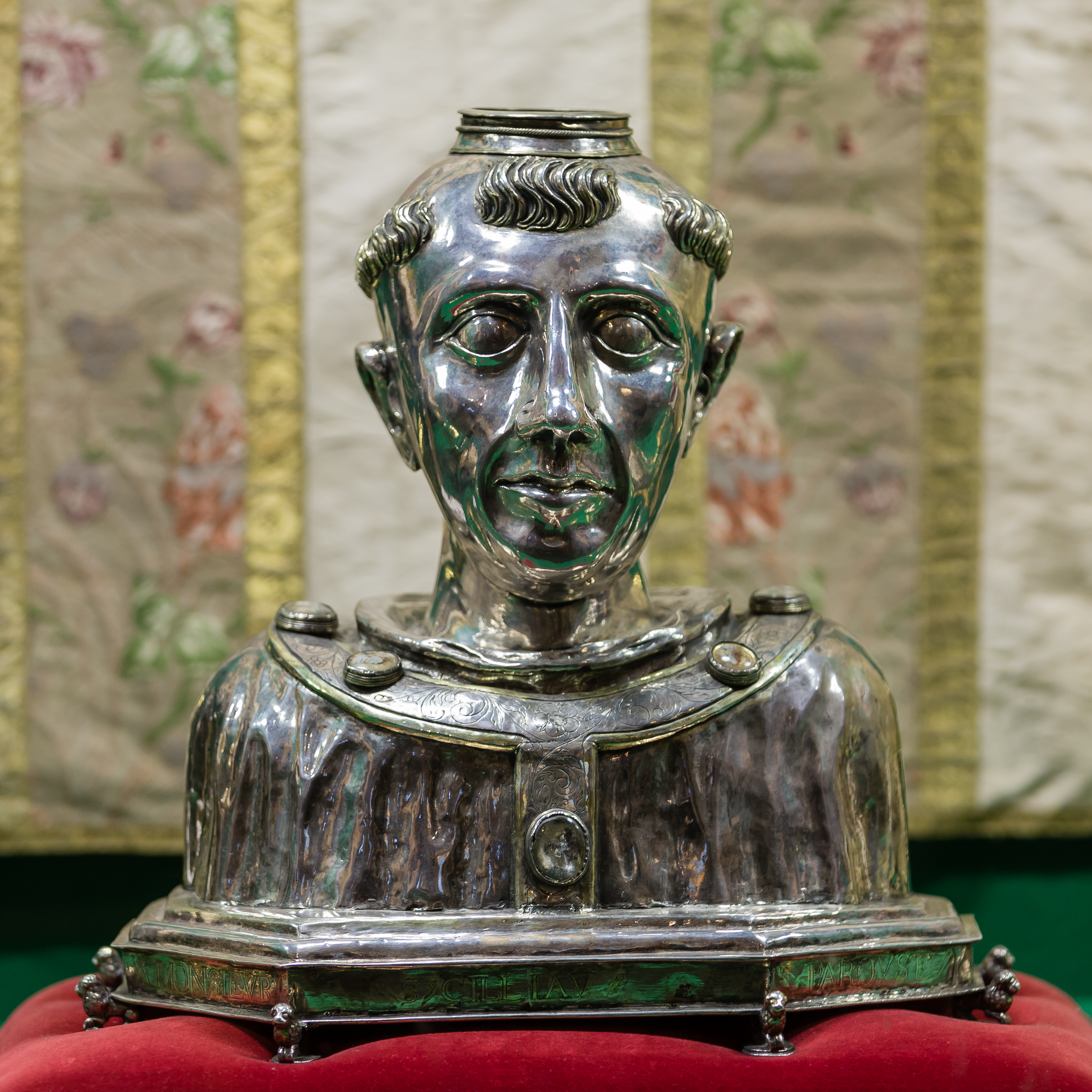
Reliquiarbüste von St. Tysilio in Sizun

St. Tysilio (* ca. 548; † 640) war ein walisischer Mönch, Abt und Bischof, der in der katholischen Kirche als Heiliger verehrt wird. Der Legende zufolge war er der Sohn des walisischen Königs von Powys – einem historischen Landstrich in Ostwales – Brochwel Ysgythrog († um 560) und ein Bruder von Cynan Garwyn (regierte ca. 560–610), der Brochfael Ysgythrog als König nachfolgte. Er wird auch mit einem Mönch Saint Suliac identifiziert, der im 7. Jahrhundert eine nach ihm benannte Kirche in der Bretagne an der Mündung des Flusses Rance gegründet haben soll, und nach dem die gleichnamige Ortschaft in der Nähe von St. Malo benannt ist.

## Herkunft und Namensvarianten
Tysilio ap Brochwel wurde als ein Prinz von Powys – einem walisischen Königreich – geboren und wird daher in der Literatur auch Tysilio av Powys genannt. Der Legende nach war er der Sohn des ca. 560 gestorbenen Königs Brochwel Ysgythrog, der auch in den Schreibweisen Brocmail oder Brochfael erwähnt wird. Auch Tysilios Name  ist in verschiedenen Schreibweisen überliefert, nämlich Tyssilo, Tyssilio, Tyslio, Tyssel, Sulio, Suliau, Suliac oder latinisiert Disilius. In der französischen Überlieferung wird Suliac oder Suliau bevorzugt.

## Legendarische Biografie
Tysilio begab sich in jungen Jahren zu seinem Onkel, dem Abt Gwyddfarch in Meifod in Montgomeryshire, um dort in das geistliche Leben eingewiesen zu werden, wobei ein vorheriger Aufenthalt in Welshpool stattgefunden haben soll. Er entschied sich gegen den Willen seiner Familie, das Leben eines Geistlichen zu führen, daraufhin wurde aus Powys ein bewaffneter Trupp nach Meifod geschickt, um ihn dort aufzugreifen. Anscheinend konnte seine Familie aber davon überzeugt werden, die Entscheidung Tysilios zu respektieren.
Aus Sorge vor möglichen weiteren Konflikten mit seiner Familie begab sich Tysilio nach Ynys Tysilio – das heutige Church Island bei Menai Bridge – wo er von einer dortigen Einsiedelei Ynys Môn (das heutige Anglesey) zu missionieren begann. Nach sieben Jahren kehrte er nach Meifod zurück, um dort Abt zu werden. Dort wurde unter seiner Leitung der Ersatzneubau der Abteikirche errichtet sowie eine neue Kirche namens Eglwys Tysilio.
Im Jahre 617 erhielt er von der Witwe seines inzwischen verstorbenen Bruder und Königs von Powys Gwenwynwyn ein Angebot, diese zu heiraten und auf diese Weise den Thron von Powys als Nachfolger seines Bruders in Anspruch zu nehmen. Seine Ablehnung löste jedoch Repressalien gegen das Kloster in Meifod aus. Dieser neuerliche Konflikt soll Tysilio veranlasst haben, mit wenigen Getreuen Großbritannien zu verlassen und in der Bretagne im Mündungsbereich des Flusses Rance ein Kloster mit zugehöriger Kirche zu gründen, wobei diese Reise in der Literatur als ungesichert gilt.
Er starb im Jahre 640 in der Bretagne und soll in der Krypta der Kirche von Saint Suliac bestattet sein. Nach Cynddelw war er noch 642 bei der Schlacht von Maserfelth (Maes Cogwy), möglicher Oswestry, zwischen den Heeren der Könige Penda von Mercia und Oswald von Northumbria anwesend.

## Verwechslungsmöglichkeit
Eine Verwechslung mit einem anderen Mönch kann nicht ausgeschlossen werden, da ein kornischer Geistlicher mit einem sehr ähnlich klingenden Namen aus derselben Epoche ebenfalls im Zusammenhang mit einer Klostergründung erwähnt wird. Es ist dies Saint Sulien – oder auch Sulian, oder Silin –, der in Cornwall in Luxulyan gewirkt hat. Sein Gedenktag ist der 29. Juli. Manche französische Quelle spricht von einem bretonischen Mönch (« Fondé par un moine breton au 6ème siècle »), der mit dem Namen Suliac oder Sulien – oder in lateinischer Schreibweise Sulinus mit dem Gedenktag am 1. Oktober – überliefert wurde, der in  Cornouaille und Domnonée in der Ost-Bretagne genannt wird – aber für die Gründung der Einsiedelei an der Rance verantwortlich sein soll. Es ist umstritten, ob Tysilio die Reise in die Bretagne überhaupt angetreten hat, wobei andere Autoren dies allein schon wegen der unterschiedlichen Wirkorte und Gedenktage der unterschiedlichen Personen für unwahrscheinlich halten und vermuten, es habe sich dabei um zwei unterschiedliche Personen gehandelt, deren Viten miteinander kombiniert wurden.

## Rezeption
Tysilio findet Erwähnung im Buchedd Beuno, einer Ode aus dem 12. Jahrhundert, die dem Barden Cynddelw Brydydd Mawr zugeschrieben wird; sowie in mehreren walisischen Heiligenviten. Zudem soll er in Handschriften der Mönche von St. Malo und St. Suliac erwähnt worden sein. Sein Name wird auch im Zusammenhang mit der von Geoffrey von Monmouth verfassten Historia Regum Britanniae erwähnt. Seine Autorschaft an einem Werk namens Brut Tysilio konnte widerlegt werden, dieses Werk ist im Zusammenhang zu sehen mit der walisischen Chronik Brut y Brenhinedd. Alle diese Werke sind im Hochmittelalter entstanden. Das Brut Tysilio stammt wohl sogar aus dem 15. Jahrhundert und stellt eine Übersetzung der Historia Regum Britanniae des Geoffrey von Monmouth in die walisische Sprache dar.
Seine Verehrung als Heiliger ist vor allem aus dem Ort Meifod in Montgomeryshire belegt. Sein Gedenktag ist der 8. November.

## Ortsnamen
Mehrere Orte sind nach Tysilio benannt, wie Llandysilio in Powys, Llanfairpwllgwyngyllgogerychwyrndrobwllllantysiliogogogoch auf Anglesey, Llandissilio in Pembrokeshire, Llandysiliogogo in Ceredigion und Llantysilio in Denbighshire sowie St Tysilio’s Church auf der Church Island, für die seine Anwesenheit bezeugt ist. Jedoch sind neben Tysilio ap Powys in walisischen Geschlechterlisten mit Tysul ap Corun sowie Tysilio ab Enoc zwei weitere Heilige mit ähnlichen Namen für Cardiganshire belegt, die nach Thornton wohl eher den südwestlich gelegenen Patrozinien zuzuordnen sind, wenn sie nicht gar Dubletten der Überlieferung von Tysilio ap Powys darstellen.
In der Bretagne werden Kirche und Fischerdorf Saint Suliac mit ihm in Verbindung gebracht.